# Храм Александра Невского в Куркине
Храм Святого Александра Невского — православный храм в районе Куркино города Москвы. Относится к Спасскому благочинию Московской епархии Русской православной церкви.

## История
Храм Александра Невского был построен на территории военного городка № 64. В этом месте базировалась воинская часть № 55338 — Первая Севастопольская Краснознаменная орденов Александра Невского и Красной Звезды бригада связи/управления, история которой восходит к первому полку Российской империи. Инициировал строительство генерал-майор Александр Семенович Семакин, командир Первой бригады связи в 1993—1996 годах. Торжественная закладка храма состоялась 12 сентября 1995 года, её совершил Патриарх Московский и всея Руси Алексий II. Храм был построен меньше чем за год — к Пасхе 1996, 18 апреля была отслужена первая литургия, а 7 июня 1996 года Алексий II освятил его и назначил настоятелем иеромонаха Софрония. 
Службы в храме посещали не только военные, но и жители соседних Куркина и Химок. В 2004 году начался перевод воинской части 55338 в посёлок Калининец Московской области, все её здания были снесены, но храм удалось сохранить.

## Архитектура и интерьер
Кирпичный храм имеет достаточно небольшие размеры. Основной объём и алтарь увенчаны тремя позолоченными главками. Стены выкрашены в красный цвет, лопатки и наличники побелены. Территория храма обнесена металлической оградой с фонарями.
Внутреннее убранство храма создавалось трудами командования воинской части и солдат срочной службы. Генерал-майор Вячеслав Владимирович Лозинский в 1998 году пригласил для росписи храма заслуженного художника России иконописца Владимира Дионисовича Каленского. Вместе с ним работали Л. А. Никишина, М. Загидулина и А. Каленская, оформление было закончено в 1999 году.
Роспись двухъярусного иконостаса, как и всего храма, выполнена в древнерусском стиле. На нижнем ярусе (местном чине) на золотом фоне написаны образы Богоматери, Спасителя, Святого Александра Невского, Архистратига Михаила, Преподобного Сергия Радонежского. На верхнем ярусе помещены иконы двунадесятых праздников. На главном куполе изображён Господь Вседержитель с Евангелием, на подкуполе алтаря — Пресвятая Богородица с омофором. С левой стороны — фреска «Битва на Чудском озере», справа — фреска «Преподобный Сергий благословляет Святого Князя Дмитрия Донского на Куликовскую битву».

## Деятельность
Приписан к храму Владимирской иконы Божией Матери в Куркине. Приход составляют жители района и соседнего города Химки. Богослужения проводятся каждую субботу и воскресенье, а также по церковным праздникам.